# Зачепиловка
Зачепи́ловка (укр. Зачепилівка) — посёлок городского типа, Зачепиловский поселковый совет, Зачепиловский район, Харьковская область, Украина.
Является административным центром Зачепиловского района и административным центром Зачепиловского поселкового совета, в который, кроме того, входят сёла Нагорное и Скалоновка.

## Географическое положение
Посёлок городского типа Зачепиловка находится на расстоянии 127 км от Харькова на левом берегу реки Берестовая возле места впадения в неё реки Вшивая (левый приток), выше по течению реки Вшивая примыкает к селу Николаевка, на противоположном берегу реки Берестовая расположены сёла Нагорное и Кочетовка, ниже по течению примыкает село Скалоновка.
Река Берестовая извилистая, на ней много лиманов и заболоченных озёр, в том числе озеро Горелое.

## История
- XVIII век — основано как село Зачепиловка.

В XIX веке село входило в состав Константиноградского уезда Полтавской губернии.
В 1933 году началось издание местной газеты.
В ходе Великой Отечественной войны в 1941—1943 гг. селение было оккупировано немецкими войсками.
Население в 1966 году составляло 5000 человек.
В 1968 — изменён статус на посёлок городского типа.
В январе 1989 года численность населения составляла 5130 человек.
В мае 1995 года Кабинет министров Украины утвердил решение о приватизации находившихся в посёлке райсельхозтехники и райсельхозхимии, в июле 1995 года было утверждено решение о приватизации откормочного совхоза.
В 1997 году находившееся в посёлке ПТУ было ликвидировано.
По данным переписи 2001 года численность населения составляла 4409 человек, по состоянию на 1 января 2013 года — 3753 человека.

## Экономика
- хлебоприёмное предприятие[8]
- ООО «Дружбокраянское».
- ООО «Николаевка».
- Газета «Горизонти Зачепилівщини».
- Зачепиловская типография, КП.
- Сельскохозяйственное ЧП им. Фрунзе.
- Зачепиловская инкубаторная станция.
- Зачепиловский молокозавод.
- Зачепиловский молокоцех Красноградского маслозавода.
- Молочно-товарная и большая птице-товарная ферма.

## Транспорт
На расстоянии в 1 км находится железнодорожная станция Зачепиловка.

## Объекты социальной сферы
- Детский сад.
- Школа.
- Музыкальная школа.
- Парк
- Дом культуры.
- Стадион «Колос».
- Библиотека.
- Телевизионный центр.

## Спорт
Футбол:
В 1994 году в Зачепиловке был основан профессиональный футбольный клуб «Колос», который выступал в Любительской лиге Украины и в Чемпионате Харьковской области Высшая лига.
Команда с 1994 по 2005 год находилась на последних позициях во Второй лиге Харьковской области по футболу, с 2005 по 2010 год была на последних местах в Первой лиге Харьковской области по футболу, а уже с 2010 года смогла выйти в Высшую лигу Чемпионата Харьковской области по футболу где заняла 2 место. В 2011 и 2012 годах команда опять заняла 2 место в Высшей лиге Чемпионата Харьковской области и стала победителем первенства Днепропетровской области на Кубке памяти Николая Кудрицкого и победителем Кубка Харьковской области памяти Николая Уграицкого. В 2013 году «Колос» взял 1 место в Высшей лиге Чемпионата Харьковской области и так же стал победителем Суперкубка Харьковской области 2013. 
В 2014 году клуб взял 2 место в Высшей лиге Харьковской области и 1 место в Кубке Харьковской области памяти мастера спорта СССР Николая Уграицкого. В 2015 году «Колос» стал победителем Кубка Днепропетровской области памяти Николая Кудрицкого и Суперкубка Харьковской области 2015, но Чемпионат Харьковской области команда завершила на 2 месте. Так же в 2015 году главными достижениями клуба является 3 место в Любительской лиге Украины (4 украинский дивизион). В 2016 году Колос опять занял 2 место в Высшей лиге Чемпионата Харьковской области. Третье подряд "серебро" и не выход в финал Кубка области не удовлетворило амбиций руководства клуба и в октябре месяце команда была расформирована. Не спас её даже выход в 1/4 Кубка Украины среди любителей. Почти до середины весны 2017 года не было понятно, продолжит ли «Колос» своё существование. Но история футбольной команды не только продолжилась, но и получила новый виток развития. Сумев в сжатые сроки собрать коллектив из старых и новых футболистов, «Колос» по итогам сезона сумел оформить так называемый золотой дубль став Чемпионом Высшей лиги Харьковской области и обладателем Кубка Харьковской области 2017. 28 июля 2018 года футбольный клуб «Колос» прекратил свою работу.
Так же в Зачепиловке были созданы районные футбольные клубы как: «Олимпик»,«Олимпик-2»,«Автодор»,«Фикс» которые выступали в Чемпионатах Зачепиловского района по мини-футболу, Чемпионатах Зачепиловского района по футболу и Кубках Зачепиловского района по футболу.

## Религия

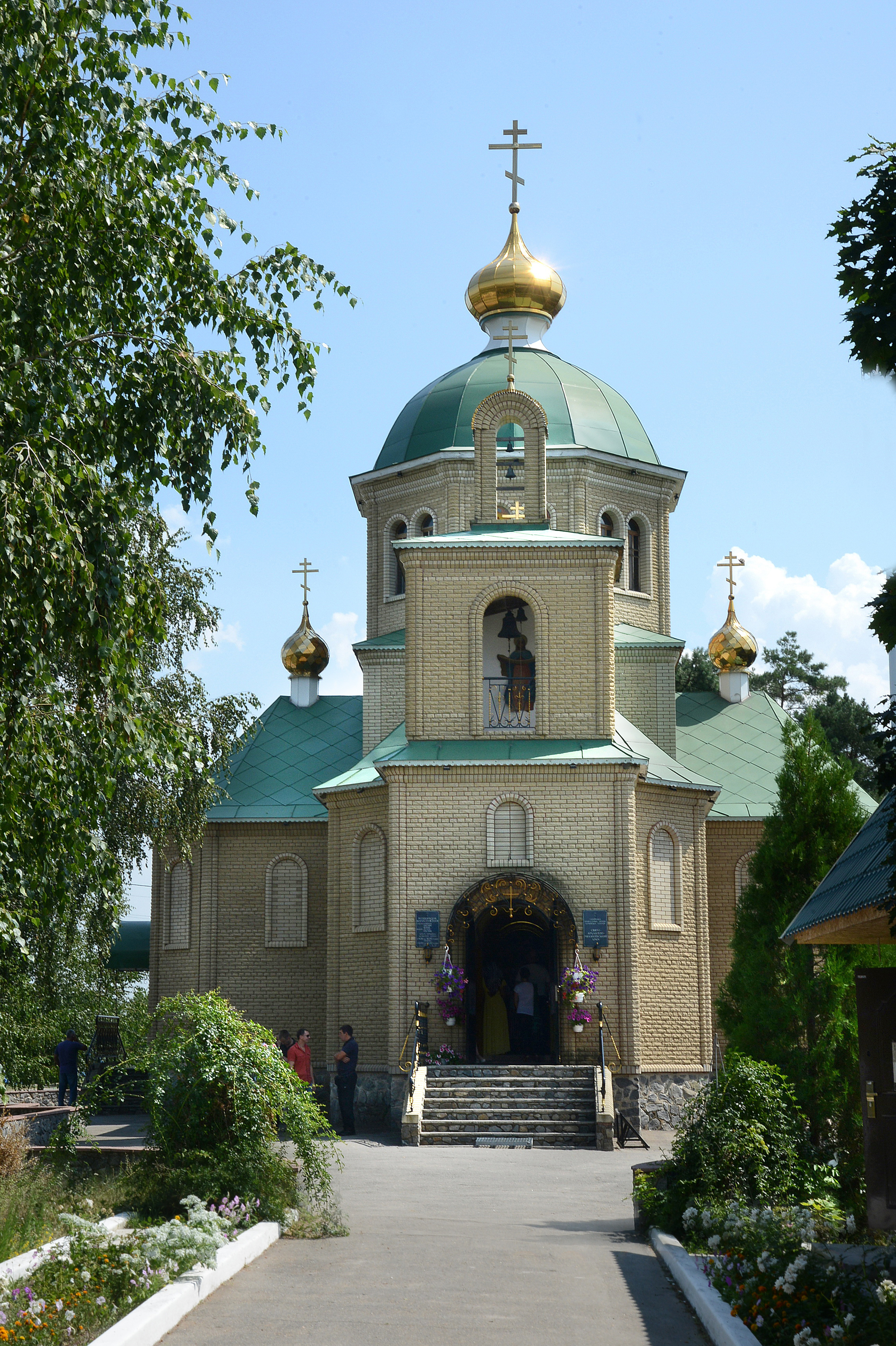
Свято-Архангело-Михайловский храм

- Свято-Архангело-Михайловский храмСвято-Архангело-Михайловский храм[9].